# العلكة (رواية)
العلكة أو سراب الليل ... العلكة هي الرواية الأولى للكاتب الليبي منصور بوشناف، نُشرت باللغة العربية لأول مرة عام 2008 في القاهرة. حظر نظام القذافي في ليبيا الرواية، ونُشرت لأول مرة باللغة الإنجليزية في عام 2014 من قبل دارف دارف من ترجمة منى زكي، وترشحت على إثرها لجائزة بانيبال.

## ملخص الرواية
تدور الرواية حول مختار الذي يعمل والده، عمر أفندي، في الشرطة الملكية، ووالدته رحمة من عائلة تركية ليبية. يظل مختار وحيدًا لمدة عشر سنوات مثل تمثال في وسط حديقة عامة في العاصمة الليبية طرابلس بعد أن تخلت عنه عشيقته الشابة فاطمة. وبينما ينتشر في البلاد جنون شراء العلك، يحاول أساتذة ليبيون مختلفون جاءوا لتوهم من دراستهم في الخارج إعادة اكتشاف البلد واقتراح نظريات مختلفة لشرح مجتمع يسوده العلك والنزعة الاستهلاكية.

## الشخصيات
- المختار - البطل
- فاطمة - البطلة
- عمر أفندي - والد المختار
- الغويلية - عاهرة
- رحمة - والدة مختار
- عثمان - صديق رحمة